# Ulric Wilhelm Gyldenstolpe
Ulric Wilhelm Gyldenstolpe, född 6 februari 1808 i Stockholm, död 9 augusti 1863 genom drunkning i samband med segling i närheten av Vaxholm, var en svensk greve, militär och hovman.

## Biografi
Ulric Wilhelm Gyldenstolpe var son till överstekammarjunkaren Carl Edvard Gyldenstolpe och bror till Anton Gabriel Gyldenstolpe. Han blev student vid Uppsala universitet 1824 och avlade kansliexamen där 1826. 1827 blev Gyldenstolpe underlöjtnant vid Vendes artilleriregemente, transporterades till Göta artilleriregemente 1828, utexaminerades från Högre artilleriläroverket på Marieberg 1829 och befordrades 1831 till löjtnant. Han förordnades 1835 till generalstabsofficer 1835, blev 1848 major i armén och 1853 överstelöjtnant. 1839 utnämndes Gyldenstolpe till kammarherre hos drottning Desideria och 1855 blev han överceremonimästare, samtidigt som han avgick ur krigstjänst. Då Oscar I 1845 vistades i Norge, tjänstgjorde han där hos chefen för Lantförsvarsdepartementet. Gyldenstolpe följde 1838 en fransk vetenskaplig expedition till Lappmarken och Spetsbergen. 1851 blev han ledamot av Krigsvetenskapsakademien. Gyldenstolpe är begravd på Norra begravningsplatsen utanför Stockholm.